# Bedrich de Donin
Pour les articles homonymes, voir Donin.

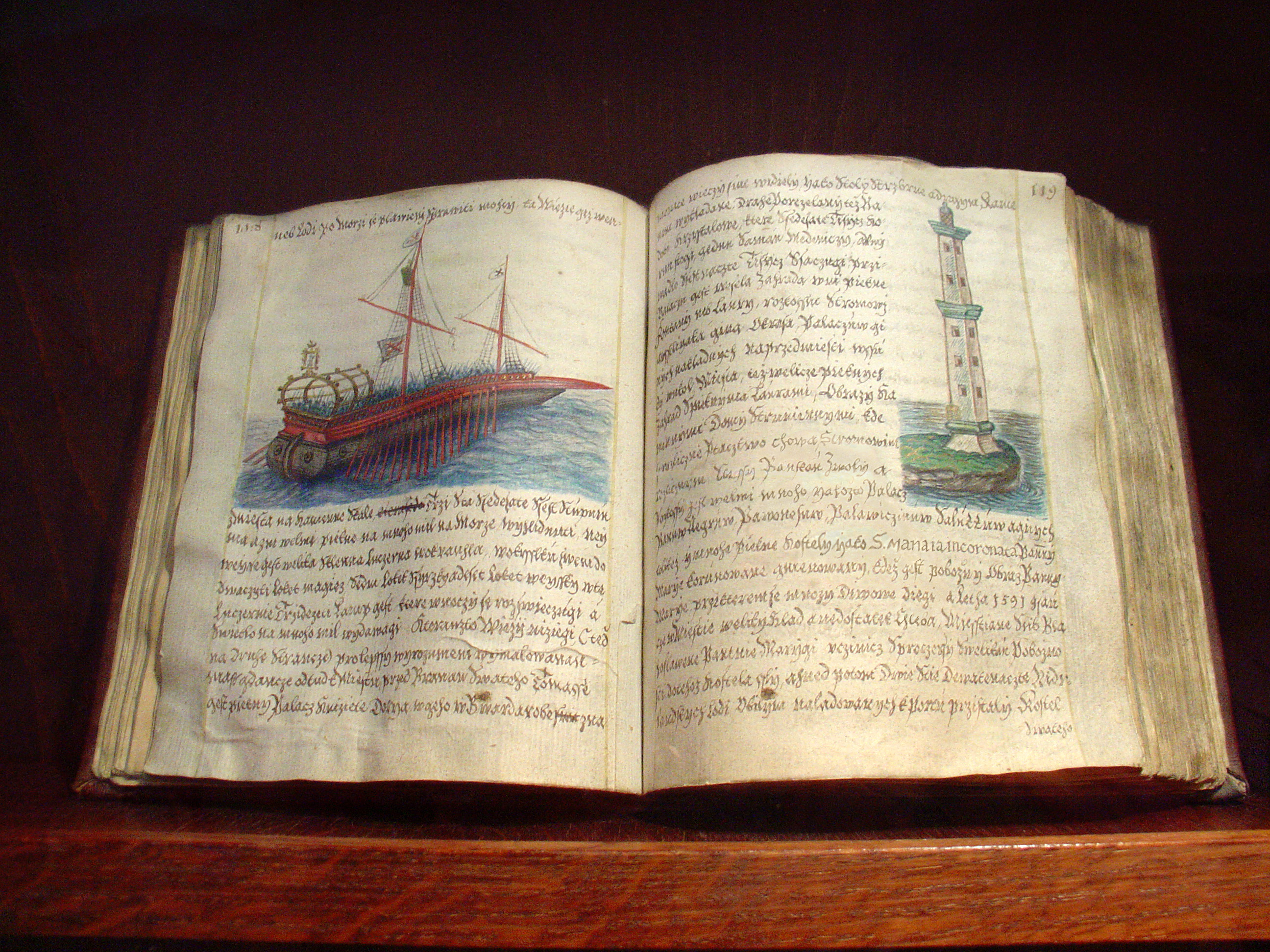
Journal de voyage de Donin

Bedrich de Donin (en tchèque Bedřich z Donína, en allemand Friedrich von Donin ; 1574-1634) était un noble, un voyageur et un écrivain bohémien de la Renaissance.
Il a entrepris quatre voyages qui l'ont mené en Autriche, en Bavière et par deux fois en Italie. Il a également exercé les fonctions de bailli puis plus tard de conseiller royal.
Donin a été le premier à décrire les cavernes de Tchéquie.

## Œuvres
- Voyage en Autriche et en Hongrie (Cesta do Rakous a Uher)
- Voyage en Bavière (Cesta do Bavor)
- Voyage en Suisse romande (Cesta do Vlach)
- Pèlerinage à Loreto (Loretánská pouť)